# Варта Риги (фільм)
Ва́рта Ри́ги (латис. Rīgas sargi) — латвійський художній фільм 2007 року, історична драма. Вважається найдорожчим фільмом за всю історію латвійського кінематографу та одним з найпопулярніших за кількістю глядацької аудиторії.

## Сюжет
Після закінчення Першої світової війни пожежник Мартіньш (Яніс Рейніс) у вересні 1919 року повертається до Риги. В день свого весілля з нареченою Ельзою (Еліта Клявіня) він дізнається про те, що на столицю молодої Латвійської держави готується наступ об'єднаних німецько-російських військ під командуванням генерала Бермонта. Мартіньш збирає своїх товаришів, відданих ідеї незалежності, та мобілізує населення Риги для відсічі нападникам.
В основі історії лежить реальна битва за Ригу в ході війни за незалежність. З німецького та російського боку в бою брали участь 50 тис. чоловік.

## Актори
| Актор             | Роль                   |
| ----------------- | ---------------------- |
| Яніс Рейніс       | Мартіньш               |
| Еліта Клявіня     | Ельза                  |
| Гіртс Круміньш    | Бермонт                |
| Ромуальдс Анцанс  | Рідегерс фон дер Гольц |
| Індра Бріке       | графиня                |
| Віліс Даудзіньш   | Пауліс                 |
| Улдіс Думпіс      | пастор                 |
| Кестутіс Якстас   | Карліс Улманіс         |
| Андріс Кейшс      | Ернестс Савіцкіс       |
| Гіртс Кєстеріс    | Арнольдс               |
| Артурс Скрастіньш | Єкабс                  |
| Аґріс Масенс      | Аугустс Савіцкіс       |
| Петеріс Криловс   | Анрієвс Нієдра         |

## Цікаві факти
- Основна частина зйомок фільму проходила під Тукумсом в кіномістечку Cinevilla[lv], де спеціально для цього було збудовано мости, покладено бруківку, зведено двоповерхові декорації. Значну частину ризьких пам'яток архітектури, зокрема, Церкву Святого Петра, було додано до відеозапису за допомогою комп'ютерної графіки.
- Фільм знімався на відеокамеру Sony HD F900.[3]